# Lagoa do Vístula
A lagoa do Vístula (em polonês/polaco:  Zalew Wiślany; em russo:  Калининградский залив, Kaliningradskiy Zaliv; em alemão:  Frisches Haff; em lituano:  Aismarės) é um corpo de água doce junto ao mar Báltico e separado do golfo de Gdansk por uma língua de areia conhecida como cordão do Vístula. A água da lagoa procede sobretudo do rio Vístula. Também é conhecida baía do Vístula ou golfo do Vístula. Tem cerca de 90 km de comprimento por uma largura máxima de 13 km.
Entre as cidades junto à lagoa encontram-se, do lado russo, Kaliningrado, Baltiysk e Primorsk, e do lado polaco Elbląg, Tolkmicko, Frombork e Krynica Morska.
Os rios que formam esta lagoa são o rio Pregolya, que desagua junto a Kaliningrado, e o rio Vístula. Este último, que é o principal fornecedor de água à lagoa, fá-lo como conjunto de rios distribuidores (ao contrário de um afluente), que partem do tronco do mesmo. O mais importante em comprimento é o rio Nogat. A lagoa está ligada ao mar Báltico pelo estreito de Baltiysk, em território russo, e por um canal artificial em território polaco, inaugurado em 2022, com um comprimento de 1,2 km. A salinidade da lagoa é baixa, em torno de 3%. Nesta lagoa, o porto polaco com mais tráfego é o de Elbląg.

## História política
A partir do século XIII, a lagoa integrou o Estado da Ordem Teutónica. Em 1454, o rei Casimiro IV Jagelão incorporou a região no Reino da Polónia a pedido da anti-teutónica Confederação Prussiana. A seguir à Paz de Toruń em 1466, permaneceu no território da Polónia, com a parte ocidental nas províncias Prússia Real e Grande Polónia, e a oriental um feudo polaco dos cavaleiros teutónicos e do Ducado da Prússia. A região circundante era habitada por polacos, alemães e letões prussianos (os Kursenieki).
Entre 1871 e 1919, a lagoa estava inteiramente sob soberania alemã, dentro da região da Prússia; acabada a Primeira Guerra Mundial, o ressurgimiento da Polónia implicou a divisão da Prússia, e a zona oriental da lagoa ficou em território alemão, enquanto a zona ocidental passou para controlo da Cidade Livre de Danzig. 
Entre janeiro e março de 1945, no contexto da evacuação da Prússia Oriental, refugiados da Prússia cruzaram a lagoa gelada fugindo ao Exército Vermelho para chegarem a Elbląg. Atacados pela aviação soviética, milhares de refugiados foram mortos ou morreram em quedas no gelo.
Após a derrota da Alemanha Nazi na Segunda Guerra Mundial, o reajuste de fronteiras fez com que o lado oriental fosse integrado no óblast russo de Kaliningrado, e o ocidental na Polónia.